# Anagonia grisea
Anagonia grisea är en tvåvingeart som först beskrevs av Malloch 1930.  Anagonia grisea ingår i släktet Anagonia och familjen parasitflugor. Inga underarter finns listade i Catalogue of Life.